# Polydora antonbruunae
Polydora antonbruunae är en ringmaskart som beskrevs av Blake 1983. Polydora antonbruunae ingår i släktet Polydora och familjen Spionidae. Inga underarter finns listade i Catalogue of Life.